# Bette Midler
Bette Midler (nascuda l'1 de desembre de 1945) és una cantant, actriu i comediant estatunidenca, també coneguda amb el sobrenom The Divine Miss M (La divina Miss M). Durant la seva carrera, ha guanyat quatre premis Grammy, quatre premi Globus d'Or, tres Emmy, i un premi Tony, i ha estat nominada per a dos Oscars.

## Biografia
Va néixer a Honolulu, Hawaii, on va passar la seva infantesa. Li van posar Bette perquè la seva mare era una gran fan del cinema, i va posar a les seves tres filles noms de grans estrelles de Hollywood del moment. Bette va prendre el seu nom per Bette Davis. Fins als 13 anys no tenia permís per veure la televisió, la seva educació va ser molt estricta. El seu germà petit tenia una discapacitat mental, de manera que els seus pares estaven contínuament per ell. Probablement això va influir que Midler comencés a actuar, cantar i representar situacions còmiques a casa, a fi de fer-se notar davant dels seus pares, establint amb això les bases de la seva futura carrera.
Amb el suport de la seva mare, però amb l'oposició i desaprovació d'un pare poc amorós, Bette va donar inici a la seva carrera. El 1966 va intervenir com a extra a la pel·lícula Hawaii, que es va rodar gairebé íntegrament a les illes. En traslladar-se l'equip de rodatge per a les escenes finals a Los Angeles (Califòrnia), va tenir la idea d'anar a Nova York una vegada finalitzada la pel·lícula. Allà va contestar a una invitació per acompanyar la producció teatral El violinista a la teulada en una gira pels Estats Units, i va acabar sent contractada per a la versió de l'obra que es representava a Broadway. Va actuar durant tres anys en aquesta obra. Durant aquell període va començar la seva etapa musical. Els seus començaments són coneguts com a intèrpret en una sauna gai de Nova York, on ella cantava per entretenir un públic masculí vestit únicament amb una tovallola.
El seu èxit va ser tan important, que des de llavors se la coneix com "The Divine Miss M" (la Divina Miss M), renom amb què se la reconeix en l'actualitat. Va gravar el seu primer àlbum, que va aparèixer el 1972 i es va convertir en un disc d'or. Amb ell, Midler va aconseguir un Grammy al millor nou artista. El seu segon àlbum també va tenir una bona acollida. Aquell mateix any Midler va aparèixer a la portada de la revista Newsweek.
En els anys setanta, la seva carrera musical va florir, obrint-li les portes del món del cinema per interpretar soundtracks. De la mateixa manera, les seves aparicions a la televisió van ser memorables, com la seva participació amb els seus dos amics i contemporanis Sir Elton John i Cher, en el programa d'èxit d'aquesta última, anomenat "The Cher Show". Actualment, és amb ells amb qui comparteix el Colosseum del Caesar's Palace, en Las Vegas.
El 1979 va ser el seu debut com a actriu principal i protagonista a La Rosa, pel·lícula en la qual va interpretar el paper d'una cantant de Música Rock de l'estil Janis Joplin. La pel·lícula va ser un gran èxit de taquilla. La seva actuació va ser tan convincent que va ser nomenada a l'Oscar a la millor actriu, i encara que no el va aconseguir, sí que es va emportar un parell de Globus d'Or. En aquells anys va rebre també dos premis Emmy de televisió, un per un programa de varietats i un altre pel programa 'Tonight Show', molt popular en els Estats Units. Des de llavors Midler no ha deixat de fer pel·lícules, aparèixer en xous i concerts, i gravar discs. Fins i tot 1999 havia bestiar quatre Grammy, tres Emmy, un Tony i nominada a dos Oscar.
Com a supervedet que és, sobretot en l'àmbit de la música, Midler és diferent de la majoria de les estrelles. És baixa i més aviat grassoneta, però té una personalitat plena d'energia, és inquieta i apassionada, té molt sentit de l'humor i és capaç de riure's de si mateixa, sense donar-li importància a la seva condició de persona famosa. Una de les seves bromes és: "Jo estimo la naturalesa, malgrat el que va fer amb mi.... " o la seva frase "que es fotin si no saben acceptar una broma.... ". Com a cantant ha realitzat concerts que s'han convertit en autèntics clàssics de la música moderna d'entreteniment, amb records de permanència en taquilla en el New York City Music Hall, els enregistraments dels quals són guardats gelosament.
Des dels anys 1990 Midler s'ha involucrat profundament en activitats benèfiques i d'ajuda, des de la lluita contra la sida fins a programes per combatre l'analfabetisme d'adults en països pobres. També ha participat en iniciatives per preservar les selves forestals, per la qual cosa el 1997 va ser distingida pel Programa del Medi Ambient de les Nacions Unides. Des de principis dels 90 lidera el New York Restauration Proyect, a Nova York, que es dedica a la neteja i a la restauració de llocs públics de Nova York, com parcs i embarcadors. La seva paraula favorita és "tree" (arbre). Des de fa un any i per una dècada, el projecte que porta entre mans és la plantació d'un milió d'arbres.
Midler es va casar el 1984 i té una filla, Sophie.
Durant l'any 2008 i per 2 anys consecutius, ella estarà actuant a Las Vegas, prenent el relleu de Céline Dion, en el Caesars Palace, amb el xou "The Showgirl Must Go On".

## Filmografia
- 1974 The Thorn
- 1979 The Rose
- 1980 Divine Madness!
- 1982 La noia del trampós (Jinxed!)
- 1986 Ruthless People
- 1986 Down and Out in Beverly Hills
- 1987 The Lottery
- 1987 Outrageous Fortune
- 1988 Beaches
- 1988 El gran negoci de les bessones (Big Business)
- 1990 Scenes from a Mall
- 1990 Stella
- 1991 For the Boys
- 1993 Hocus Pocus
- 1995 Get Shorty
- 1996 El club de les primeres esposes (The First Wives Club)
- 1997 That Old Feeling
- 2000 What Women Want
- 2000 Ella és única (Isn't She Great)
- 2000 Tothom la volia morta (Drowning Mona)
- 2004 Les dones perfectes (The Stepford Wives)
- 2008 Then She Found Me, The Women
- 2008 Witchcraft (Finola Griffs).
- 2022 Hocus Pocus 2 (Winifred Sanderson)

## Discografia
- It's The Girls (2014)
- "Jackpot - The Best Bette" (Recopilatori 2008)
- "Cool Yule" (Nadal 2006)
- Bette Midler Sings The Peegy Lee Songbook" (2005)
- Bette Midler Sings The Rosemary Clooney Songbook (2003)
- Bette (2000)
- Bathhouse Betty (1998)
- That Old Feeling (1997) (Banda sonora)
- DIVA LAS VEGAS DVD en Concert (1997)
- Experience The Divine (1997)
- Bette Of Roses (1995)
- Gypsy (1993) (Banda Sonora)
- For the Boys (1991) (Banda sonora)
- Some People's Lives (1990)
- Beaches (1988)
- ART OR BUST DVD en Concert¨(1983)
- No Frills (1983)
- DIVINE MADNESS DVD en Concert(1980)
- Divine Madness (1980)
- The Rose (1979) (Banda sonora)
- Live at Last (1978)
- Broken Blosom (1978)
- Thighs and whispers (1977)
- Songs for the new Depression (1976)
- Bette Midler (1973)
- The Divine Miss M (1972)

## Premis i nominacions

### Premis
- 1974: Grammy al millor nou artista
- 1978: Primetime Emmy al millor especial còmic o musical per Bette Midler: Ol' Red Hair Is Back
- 1980: Globus d'Or a la millor actriu musical o còmica per The Rose
- 1980: Globus d'Or a la nova estrella de l'any per The Rose
- 1990: Grammy a la gravació de l'any
- 1990: Grammy a la cançó de l'any
- 1991: Grammy a la cançó de l'any
- 1992: Globus d'Or a la millor actriu musical o còmica per For the Boys
- 1992: Primetime Emmy a la millor actuació en programa musical o de varietats per The Tonight Show Starring Johnny Carson
- 1994: Globus d'Or a la millor actriu en minisèrie o telefilm per Gypsy
- 1997: Primetime Emmy a la millor actuació en programa musical o de varietats per Bette Midler in Concert: Diva Las Vegas

### Nominacions
- 1974: Grammy a l'àlbum de l'any
- 1978: Primetime Emmy al millor guió en especial còmic o musical per Bette Midler: Ol' Red Hair Is Back
- 1980: Oscar a la millor actriu per The Rose
- 1981: Globus d'Or a la millor actriu musical o còmica per Divine Madness
- 1981: Grammy a la gravació de l'any
- 1981: Grammy a la cançó de l'any
- 1981: BAFTA a la millor actriu per The Rose
- 1987: Globus d'Or a la millor actriu musical o còmica per Down and Out in Beverly Hills
- 1988: Globus d'Or a la millor actriu musical o còmica per Outrageous Fortune
- 1991: Grammy a la gravació de l'any
- 1992: Primetime Emmy a la millor actriu en minisèrie o especial per For the Boys
- 1994: Globus d'Or a la millor actriu en minisèrie o telefilm per Gypsy
- 1997: Primetime Emmy al millor especial còmic, musical o de varietats per Bette Midler in Concert: Diva Las Vegas
- 1998: Primetime Emmy a la millor actriu convidada en sèrie còmica per Murphy Brown
- 2001: Globus d'Or a la millor actriu en sèrie de televisió musical o còmica per Bette
- 2004: Grammy al millor àlbum de pop vocal tradicional
- 2007: Grammy al millor àlbum de pop vocal tradicional
- 2008: Grammy al millor àlbum de pop vocal tradicional
- 2011: Primetime Emmy al millor especial còmic, musical o de varietats per Bette Midler: The Showgirl Must Go On